# 高橋万紗
高橋万紗（たかはし まさ、1934年（昭和9年）3月1日 - 2022年（令和4年））は金春流能楽師。
2004年（平成16年）7月16日、女性能楽師が日本能楽会への入会（重要無形文化財保持者に総合認定）を認められ、シテ方金春流で認められた四人のうちの一人だった。

## 来歴・人物
昭和36年に金春流に入門、昭和59年に職分となる。現在までに「乱」「道成寺」「卒都婆小町」を披く。重要無形文化財総合指定保持者 。金春円満井会理事。